# Триката
Триката (латыш. Trikāta) — населённый пункт в Беверинском крае Латвии. Административный центр Трикатской волости. Расстояние до города Валка составляет около 41 км. Рядом протекает река Абула. По данным на 2007 год, в населённом пункте проживало 305 человек.

## История

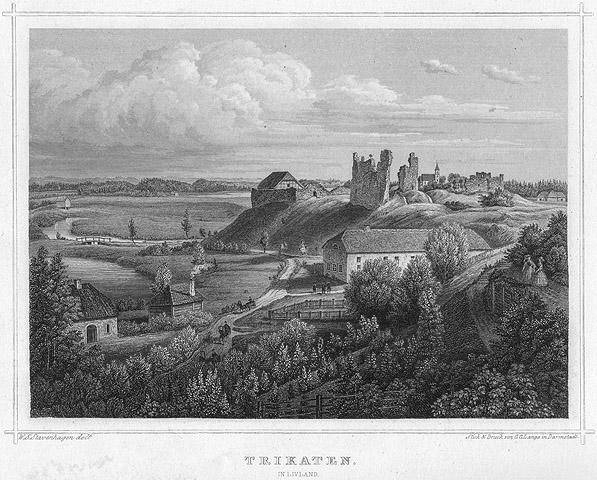
Трикатский замок

В X-XIII веках Триката была центром княжества Талава. В 1284 году здесь был построен Трикатский замок (сохранились его руины). В XVII веке имение принадлежало Акселю Оксеншерне. В начале XX века имение Трикатен являлось центром Трикатенской волости Валкского уезда Лифляндской губернии Российской империи.
В советское время населённый пункт был центром Трикатского сельсовета Валкского района. В селе располагался колхоз «Триката».